# 信息映射
信息映射（英語：information mapping）是一种以研究为基础的方法，用来撰写明确、以用户为中心的信息（基于读者需求和信息使用目的）。该方法主要被用于设计和撰写商务沟通及技术传播内容，已被全球范围的企业作为内容标准使用。

## 信息映射方法的概述
信息映射是一种结构化写作方法，帮助写作人员分许、组织和呈现基于读者需求和信息用途的信息。该方法适用于所有主题和媒体技术。信息映射与信息可视化、信息架构、平面设计、信息设计、数据分析、体验设计、图形用户界面设计、以及知识管理系统有紧密联系。

## 该方法的组成部分
信息映射提供许多用于分析、组织和呈现信息的工具。

### 信息分类
Robert E. Horn 最著名的成果是他对信息分类理论的发展。Horn 明确了六种信息类型，几乎涵盖了商务沟通和技术传播的所有内容。根据它们对于读者的用途，这些类型对各元素进行了分类。
| 信息类型 | 描述                                                         |
| -------- | ------------------------------------------------------------ |
| 步骤     | 完成某个任务需要执行的一系列步骤                             |
| 过程     | 随时间推移相继发生并伴有某个特定结果的一系列事件、状态或阶段 |
| 原理     | 用于规定、引导或请求行为的陈述                               |
| 概念     | 具有相同关键属性的一类或一组事物                             |
| 结构     | 对任何包含零部件或边界的事物的描述或描绘                     |
| 事实     | 被认为是真实的陈述                                           |

### 以研究为基础的原则
信息映射方法提出了组织信息的六大原则，旨在使信息易于访问、理解和记忆。
| 原则         | 描述                                                                             |
| ------------ | -------------------------------------------------------------------------------- |
| 组块         | 将信息分解为小的、易管理的单元                                                   |
| 相关性       | 每个信息单元仅限于单个主题                                                       |
| 贴标签       | 给每个信息单元添加可识别其内容的标签                                             |
| 一致性       | 术语的使用、信息的组织、格式和顺序要做到一致                                     |
| 易访问       | 信息组织：需要详细信息的读者可以快速访问信息，不需要详细信息的读者则可以轻松跳过 |
| 与图形相结合 | 采用文本和图形相结合的方式，来达到明确、强调和添加信息维度的效果                 |

### 信息单元
根据信息映射编写的文档具有模块化结构、由信息单元（map 和内容块）构成。这些信息单元需考虑到读者能够吸收的信息量。
信息单元和传统文本段落的本质区别在于，一个内容块仅限于单个主题且仅包含一种类型的信息。多个内容块组成 map，每个 map 只包含相关的内容块。这种层级式的信息组织方法非常有助于通过内容管理系统和知识管理系统对内容进行管理。

## 信息映射的优势
信息映射方法可使文档编写人员和读者、以及整个组织受益。

### 文档编写人员可获益
信息映射能为文档编写人员提供以下优势：
- 一套易于学习的系统方法——文档编写人员一旦学会后，可最大化减少等待时间并能够立即开始写作
- 独立于主题的方法——可应用于所有商务沟通内容或技术传播内容
- 内容标准——大大有助于团队写作和写作项目管理
- 提升文档人员工作效率——减少初稿编写和稿件审核的时间
- 在文档生命周期内，方便地进行内容更新和修订

### 读者可获益
信息映射为读者提供以下优势：
- 快速、方便地访问信息，可满足不同读者对信息详细程度的需求
- 信息更易于理解
- 更少错误和误解
- 减少发送给管理员的问题
- 更短的培训周期、重新培训的需求更少

### 组织可获益
如果使用本方法时设定如下目标，整个组织同样可以从内容标准（例如，信息映射）中获益：
- 收益增长——缩短创建内容的时间、加速产品上市
- 降低成本——吸纳员工个人知识、提高运营效率、减少支持电话、减少翻译费用
- 风险缓释——提高安全性和规范遵从

## 发展历史
信息映射由认知与行为科学研究员 Robert E. Horn 于 20 世纪末提出。Horn 对于通过信息的可视化呈现来提升信息的易访问度和易理解度很感兴趣。Horn 对于信息映射方法的发展让他获得了来自国际绩效改进协会 (International Society for Performance Improvement)和计算机协会的赞誉。

### 研究的审核
许多独立的研究已经证实，将信息映射方法应用到商务沟通和技术传播可使信息更快、更容易被访问、更易于理解、获得更高绩效。此外，本方法还有助于将信息发布为不同格式。
对于 Horn 用来证明他的某些原则的研究，也曾有人提出过质疑。例如，他的组块原则要求文档里的列表、段落、小节和章节不能包含超过 7±2 个信息组块。  Horn 没有说明他从何处得出这个原则，但某个信息映射网站声称该原则是“基于 George A. Miller 于 1956 年的研究”。 Miller 确实于 1956 年写过一篇论文，题为“The Magical Number Seven, Plus or Minus Two: Some Limits on our Capacity for Processing Information”，然而该论文与写作的相关性非常小。 Miller 本人也说过他的研究与写作毫无关系。 如果坚持认为文档里的列表、段落、小节和章节不能包含超过 7±2 个信息组块，则是自相矛盾地认为，读者对其已阅读内容的理解会被文档中未读部分的长度所影响。

### 著名专家
- Robert E. Horn
- Brian Willison